# Ашириваль
Ашириваль (кат. Aixirivall) — деревня в Андорре, на территории общины Сан-Жулиа-де-Лория. Расположена на юге страны. Основной достопримечательностью деревни является церковь Сан-Пер-Ашириваль, построенная в 1603 году.
Население деревни по данным на 2014 год составляет 831 человек.
Динамика численности населения:
| 2007 | 2008 | 2009 | 2010 | 2011 | 2012 | 2013 | 2014 |
| ---- | ---- | ---- | ---- | ---- | ---- | ---- | ---- |
| 783  | 796  | 816  | 834  | 802  | 821  | 838  | 831  |